# Perrin Buford
Perrin Buford (Decatur, 25 gennaio 1994) è un cestista statunitense.